# 크레디 아그리콜
크레디 아그리콜(프랑스어: Crédit Agricole, 유로넥스트: AGA)은 프랑스의 은행이다.

## 역사
- 1894년 - 농업부 장관에 의해 설립되었다.
- 1987년 - 현 CI를 변경했다.
- 1988년 - 정부 소유의 공공법인에서 주식회사 형태로 민영화되었다.
- 2001년 - 파리증권시장에 기업공개를 단행했다.
- 2003년 - 소매은행인 크레디리요네를 인수했다.
- 2016년 - 스코틀랜드 왕립은행(BS) 증권의 서울 지점을 인수하고 대한민국 시장 증권업에 진출했다.